# Franz Fühmann
Franz Fühmann (Rokytnice nad Jizerou, 15 gennaio 1922 – Berlino Est, 8 luglio 1984) è stato uno scrittore tedesco.
Soldato e prigioniero in Russia, nel 1949 si stabilì nella DDR, ove svolse attività di giornalista. Convinto marxista, le sue prime opere sono rivolte ad esecrare il fascismo mettendone in luce l'aberrazione (Ombre precipiti, 1959; L'automobile degli Ebrei, 1962).
Negli anni successivi attenuò il tono polemico scrivendo il saggio Esperienze e contraddizioni (1975).
Gli appartengono numerose poesie, racconti, romanzi, rivisitazioni di opere classiche di letteratura mondiale per bambini.